# Антестерион
Антестерион (Анфестерион, др.-греч. Ἀνθεστηριών, Anthestēriōn) — восьмой месяц аттического года в древнегреческом календаре. В основном известен в Афинах. В месяце было 29 или 30 дней. Месяц антестерион соответствовал февралю — марту. Местоположение месяца в календаре варьировалось до 60 дней.
Месяц антестерион был распространён во многих календарях в Ионических городах.

## Праздники
В аттическом календаре первые восемь дней каждого месяца были посвящены богам, включая дни их рождения, которые отмечались один раз в месяц, а не один раз в год. Другие праздники были ежегодными и варьировались ежемесячно. Месяц антестерион был назван в честь празднования Антестерий, одного из четырёх афинских праздников в честь Диониса. Месяц также включал малые Элевсинские мистерии.
Дни месяца и праздники:
| Фаза Луны | День | Название дня               | Праздник или другое событие                 |
| --------- | ---- | -------------------------- | ------------------------------------------- |
|           | 1    | Неомения — день новой луны | Праздник новолуния                          |
|           | 2    | 2-й день растущей луны     | Агатодемон ("Добрый дух ")                  |
|           | 3    | 3-й день растущей луны     | День рождения Афины                         |
|           | 4    | 4-й день растущей луны     | День Афродиты, Эроса, Гермеса и Геракла     |
|           | 5    | 5-й день растущей луны     |                                             |
|           | 6    | 6-й день растущей луны     | День рождения Артемиды                      |
|           | 7    | 7-й день растущей луны     | День рождения Аполлона                      |
|           | 8    | 8-й день растущей луны     | День Посейдона и Тесея                      |
|           | 9    | 9-й день растущей луны     |                                             |
|           | 10   | 10-й день растущей луны    |                                             |
|           | 11   | 11-й день                  | 1-й день Антестерий                         |
|           | 12   | 12-й день                  | 2-й день Антестерий                         |
|           | 13   | 13-й день                  | 3-й день Антестерий                         |
|           | 14   | 14-й день                  |                                             |
|           | 15   | 15-й день                  |                                             |
|           | 16   | 16-й день                  |                                             |
|           | 17   | 17-й день                  |                                             |
|           | 18   | 18-й день                  |                                             |
|           | 19   | 19-й день                  |                                             |
|           | 20   | 20-й день                  | 1-й день малых Элевсинских мистерий         |
|           | 21   | 10-й день падающей луны    | 1-й день малых Элевсинских мистерий         |
|           | 22   | 9-й день падающей луны     | 3-й день малых Элевсинских мистерий         |
|           | 23   | 8-й день падающей луны     | 4-й день малых Элевсинских мистерий, Диасии |
|           | 24   | 7-й день падающей луны     | 5-й день малых Элевсинских мистерий         |
|           | 25   | 6-й день падающей луным    | 6-й день малых Элевсинских мистерий         |
|           | 26   | 5-й день падающей луны     | 7-й день малых Элевсинских мистерий         |
|           | 27   | 4-й день падающей луны     |                                             |
|           | 28   | 3-й день падающей луны     |                                             |
|           | 29   | 2-й день падающей луны     |                                             |
|           | 30   | «Старый и новый день»      | Геката                                      |

## Комментарии
1. 1 2 3 4 5 6 7 8 9  Если в месяце было 29 дней
2. ↑  Если в месяце 29 дней, то 29-й день пропускался
3. ↑  В последний день месяца, даже если в месяце было 29 дней